# Edifício MetLife
Edifício MetLife, anteriormente chamado de Edifício Pan Am e oficialmente chamado hoje de 200 Park Avenue, é um dos arranha-céus mais altos do mundo, com 246 metros (808 ft). Edificado na cidade de Nova Iorque, Estados Unidos, foi concluído em 1963 com 60 andares para ser o Edificio Sede da Extinta Companhia aérea PanAm.